# Pierrick Blairon
Pierrick Blairon ist ein ehemaliger französischer Marineoffizier (Admiral).

## Leben
Blairon besuchte von 1972 bis 1974 die École navale. Danach war er u. a. auf dem Hubschrauberträger Jeanne d’Arc und auf dem Atom-U-Boot Le Redoutable stationiert. Von 1988 bis 1990 absolvierte er die Führungsakademie der Bundeswehr (FüAkBw) in Hamburg und wurde 1990 für seine Jahresarbeit mit der Ehrenurkunde General Carl von Clausewitz der Clausewitz-Gesellschaft ausgezeichnet. Nach weiteren Verwendungen u. a. im Verteidigungsministerium (Frankreich) wurde er 1997 Kommandant des Hubschrauberträgers Jeanne d’Arc. Zuletzt war er von 2007 bis 2010 Major général des armées. Danach trat er außer Dienst.
2010 wurde er Mitglied der Organisation Haut Comité d’évaluation de la condition militaire (HCECM). Seit 2015 ist er Präsident der Association de soutien au forum de Dakar (ASFORDAK).

## Auszeichnungen
- Mitglied der Ehrenlegion (Großoffizier)
- Ordre national du Mérite (Offizier)
- Bundesverdienstkreuz 1. Klasse (23. April 1997)[2]